# SV St-Georg 1895
Maillots
Le SV St-Georg 1895 est un très ancien club sportif allemand, localisé dans la périphérie de Hambourg.

## Le club actuel
Le Sport Verein Sankt-Georg von 1895 se définit comme convivial et familial. Il dispose, en plus du football, de très nombreuses autres sections dont : l’Athlétisme, le Basket-ball, la Gymnastique, le Hockey sur gazon, le Tennis, le Volley-ball.

## Histoire

### Fondation
Le FC St-Georg 1895 Hambourg fut créé le 3 juin 1895. Il partage les mêmes origines qui le FC Hammonia 1896 Hamburg ("Hammonia" est le nom latin de Hambourg et celui de la Déesse protégeant la ville). Les deux clubs furent créées par des étudiants du séminaire St-Georg à Frisch-Auf . St-Georg fut créé le premier sur la rive gauche de la rivière Alster. Le Hammonia apparut un peu plus tard sur la rive droite. 
Ces deux cercles furent des fondateurs de la DFB, en 1900. Le FC Hammonia eut une existence assez brève par contre le Sankt-Georg existe encore de nos jours.
En devenant champion de la ligue Nord, le FC St-Georg 1895 aurait dû participer à la phase finale du championnat national, mais le déclenchement de la Première Guerre mondiale provoqua l'arrêt des compétitions jusqu'en 1919.
Vers la fin du premier conflit mondial, de 1917 à 1919, le club forma  une association sportive de guerre (en allemand : Kriegspielgemeinschaft – KSG) avec le SC Sperber 1898. Cette union se termina en 1919.
St-Georg s'associa alors avec le Hamburger TS 1816 pour former le  SpVgg (SV) St-Georg. Au départ disposant d'une solide équipe, le club régressa et ne parvint plus à jouer les premiers rôles au niveau régional. En 1922, le club joua le tour final du championnat Nord, puis l'association avec le Hamburger TS 1816 s’arrêta.

### Des années 1920 à la Seconde Guerre Mondiale
Le FC St-Georg 1895 resta parmi l'élite régionale jusqu'en 1928, puis descendit au deuxième niveau de la Berzirksliga. Il refit une apparition dans l'élite régionale pendant deux saisons.
En 1933, dès leur arrivée au pouvoir, les Nazis réformèrent les compétitions de football et créèrent les Gauligen. Le FC St-Georg n'en fit pas partie à cause d'une pauvre 8e place dans la Berzirksliga Hambourg.
Lors des Jeux Olympiques de Berlin, en 1936, l’athlète du St-Georg 1895, Karl Hein remporta la médaille d’or au Lancer du marteau.
En 1939, le club constitua une association sportive de guerre (en allemand : Kriegsspielgemeinschaft - KSG) de nouveau avec le SC Sperber pour forme la KSG Sperber/St.Georg qui joua dans la Gauliga Nordmark. (le SC Sperber y avait joué précédemment). La "KSG" fut reléguée après deux saisons. Elle y revint lorsque la Gauliga Nordmark fut scindée en deux ligues distinctes et évolua une saison, dans Gauliga Hambourg. 
À la fin de la saison 1943-1944, la KSG Sperber/St.Georg s'associa avec Post SG Hamburg et le HSV Barmbek-Uhlenhorst pour constituer la KSG Alsterdorf. L'évolution du conflit empêcha le déroulement normal des compétitions.

### De 1945 aux années 1980
Dissous comme tous les clubs ou associations allemands en 1945, le club fut reconstitué à l'automne 1945 sous l'appellation SV St-Georg et joua au 3e niveau des ligues de Hambourg. En 1946, le cercle fusionna avec le TS Blau-Weiß 1923 Hamburg et put monter au 2e niveau local. Après la réorganisation des ligues, les clubs fut replacé en Bezirksliga Hamburg (équivalent D3).
En 1966, le SV St-Georg fut sacré champion dans ce qui était devenu la Verbandsliga Hamburg-Hammonia  et monta dans la Landesliga Hamburg (équivalent D3). Le club fut directement champion et accéda à la Regionalliga (équivalent D2). Après une nouvelle réorganisation des ligues (création de la 2. Bundesliga), St-Georg fut replacé à un niveau plus bas : la Landesliga Hamburg (équivalent D4).
En 1966, la section masculine de Handbal de St-Georg 1895 devint club fondateur de la Bundesliga de Handbal.

### Depuis les années 1980
Le club commença à reculer dans la hiérarchie et en 1985, il aboutit dans la Kreisliga, soit à l'époque le niveau 8 de la pyramide du football allemand. 
En 2000 SV St-Georg fusionna avec la section football du Horner TV 1905 et créa l'actuel FC St-Georg-Horn im Horner TV. L'équipe fut championne de la Landesliga Hamburg-Hansa (niveau 6) en 2005 et accéda  à la Verbandsliga Hamburg (niveau 5) mais en fut reléguée après une saison.
La coopération entre les deux clubs se termina en 2007 à la suite d'une dernière place en Landesliga. Le Horner TV joua dans la "Bezirksliga Ost" en 2007-2008, finit dernier et descendit. St-Georg reprit son ancien nom de SV St-Georg 1895.

## Sources et liens externes
- Website officiel du Horner TV
- Website officiel su SV St-Georg 1895